# Gradska plinara Zagreb – Opskrba
Gradska plinara Zagreb – Opskrba d.o.o. (kraće GPZO) jedna je od članica Zagrebačkog Holdinga, osnovana 24. travnja 2008. godine. Poduzeće je formirano na temelju Zakona o tržištu plina i Direktive EU-a kako bi se osigurala liberalizacija tržišta prirodnog plina u Republici Hrvatskoj. 
Poduzeće se bavi opskrbom plinom, a pravno je i fizički odvojena od Gradske plinare Zagreb d.o.o., koja se bavi distribucijom plina. Ova razlika osigurava razdvajanje djelatnosti unutar energetskog sektora, čime se ispunjavaju zakonski zahtjevi za podjelom između opskrbe i distribucije. Dana 8. svibnja 2009. godine, dobila je dozvolu za obavljanje energetske djelatnosti od Hrvatske energetske regulatorne agencije (HERA-e).  

## Gubitak javne usluge
U 2024. godini, poduzeće se suočilo s preokretom u poslovanju, gubitkom statusa opskrbljivača u obvezi javne usluge za područje Zagreba, Zaprešića i Velike Gorice. Ova promjena uslijedila je nakon natječaja i postupka koji je provela Hrvatska energetska regulatorna agencija (HERA), u sklopu usklađivanja tržišnih uvjeta i otvaranja tržišta plina konkurenciji.
Gubitak javne usluge značajno utječe na položaj poduzeća na tržištu s obzirom na to da je javna opskrba plinom činila velik dio poslovanja s preko 270 tisuća korisnika odnosno kućanstva. Dosadašnji korisnici javne usluge prešli su pod novog opskrbljivača Međimurje Plin d.o.o. kojeg je odabrala HERA. Unatoč gubitku statusa opskrbljivača u obvezi javne usluge, gradonačelnik Zagreba, Tomislav Tomašević, objavio je da je gradska plinara zadržala podršku građana s više od 168 tisuća građana koji su odlučili ostati s GPZO kao svojim opskrbljivačem plina potpisavši nove ugovore o komercijalnoj opskrbi.

## Unutarnje poveznice
- Gradska plinara Zagreb d.o.o.
- Zagrebački holding

## Vanjske poveznice
- Službena stranica Gradske plinare Zagreb – Opskrba